# Teresa Eustochio Verzeri
Teresa Eustochio Verzeri (Bergamo, 31 luglio 1801 – Brescia, 3 marzo 1852) è stata una religiosa italiana, fondatrice della congregazione delle figlie del Sacro Cuore di Gesù. Beatificata nel 1946, è stata proclamata santa da papa Giovanni Paolo II nel 2001.

## Biografia
Teresa Eustochio Verzeri, al secolo Ignazia, nacque a Bergamo il 31 luglio 1801 primogenita della numerosa famiglia di Antonio Verzeri e di sua moglie Elena dei conti Pedrocca-Grumelli.La zia Maria Antonia Grumelli Pedrocca era stata badessa per molti anni del monastero di Santa Chiara.
Malgrado il suo carattere molto allegro e vivace, espresse fin da piccola il desiderio di diventare monaca e a sedici anni, dopo un incontro con Giuseppe Benaglio, rettore del Seminario vescovile di Bergamo, entrò nel 1818 nel monastero di Santa Grata senza prendere i voti, perché vietato fino al raggiungimento dei ventiquattro anni, come volevano le leggi di Giuseppe II.
Nel monastero, con Virginia Simoni nipote del Benaglio, iniziò a seguire l'educazione religiosa delle giovani ragazze di nobili famiglie che vivevano nel convitto del monastero. Ma data la sua età e le leggi vigenti, dovette fare rientro in famiglia. Nel 1821 tornò da insegnante nel monastero e malgrado avesse chiesto di pronunciare i voti monastici, incontrò l'ostilità da parte di alcune monache che non comprendevano la riforma che monsignor Benaglio stava attuando, questi voleva infatti aprire una scuola aperta ai poveri della città, riuscendo ad ottenere alcuni locali accanto alla chiesa di San Cassiano detti del Gromo che diventarono le aule della nuova scuola.
Le decisioni nella vita di Teresa, furono sostenute dal Benaglio, che si propose intermediario con la famiglia che faticava a comprendere le scelte della giovane. L'8 febbraio 1831, accettò di entrare come insegnante, con un gruppo di altre giovani, nella scuola per ragazze povere dando inizio a quello che divenne l'Istituto Figlie del Sacro Cuore di Gesù, e che nell'arco di un triennio vide diventare una ventina le giovani insegnanti. Teresa aveva finalmente raggiunto quello che fu lo scopo della sua vita, viaggiare attraverso gli istituti che furono aperti nelle varie località e che seguirono la sua scelta di trasformare la carità in istruzione dando quindi una possibilità di vita. Teresa riteneva che lasciare all'abbandono gli orfani e i diseredati portasse ad avere situazioni di delinquenza, l'accoglienza e l'istruzione erano quindi il mezzo per superare il degrado sociale. 
Teresa si impegnò dal 1838 al 1843 alla formalizzazione del suo pensiero pedagogico nel Libro dei Doveri, costituito da 3 volumi e pubblicato nel 1845. La sua linea pedagogica, organizzata secondo il "sistema preventivo", riteneva l'istruzione e la cultura gli unici mezzi necessari per il progresso e la liberazione dell'individuo, in particolare per la donna.
Teresa Eustochio Verzeri aprì quindici istituti: a Bergamo, Brescia, Breno, Darfo; Sant'Angelo Lodigiano, Piacenza, Trento, Riva, Recanati e Roma, riuscendo ad avere dopo vent'anni duecento suore attive nei suoi istituti.
Teresa fu la prima donna a occupare il ruolo di superiora generale, carica che era preclusa alle persone di sesso femminile come sancito dalla costituzione apostolica del 1749 Quamvis iusto.
Teresa morì il 3 marzo 1852 giorno in cui ricorre la sua memoria. Le sue reliquie sono conservate nella cappella della curia generalizia dell'Istituto delle figlie del Sacro Cuore di Gesù, in Via Donizetti, a Bergamo. 
Ella lasciò alla Congregazione una vasta documentazione, soprattutto nel Libro dei Doveri e più di 3500 lettere, da cui è possibile ricavare tutta la ricchezza della sua esperienza umana e spirituale.

## Riconoscimenti
La città di Bologna ha intitolato un giardino al suo nome.